# Gyldenløves Høj
Gyldenløves Høj är en kulle i Danmark.   Den ligger i Region Själland, i den östra delen av landet, 50 km väster om huvudstaden Köpenhamn. Toppen på Gyldenløves Høj är 125,5 meter över havet. Gyldenløves Høj är den högsta punkten på ön Själland, men det beror på att Ulrik Frederik Gyldenløve lät göra kullen högre i slutet av 1600-talet. Den högsta naturliga punkten på Själland är Kobanke.
Närmaste större samhälle är Roskilde, 17,5 km nordost om Gyldenløves Høj. Trakten runt Gyldenløves Høj består till största delen av jordbruksmark.